# Cedar Rapids (Iowa)
Cedar Rapids – miasto w Stanach Zjednoczonych, we wschodniej części stanu Iowa, nad rzeką Cedar (dopływ Missisipi). Ok. 130 tys. mieszkańców (2010). Jest drugim miastem stanu według liczby mieszkańców (po Des Moines). W mieście znajduje się pierwszy meczet zbudowany na terytorium USA (z 1934 roku).
W mieście rozwinął się przemysł środków transportu, maszynowy, elektrotechniczny, spożywczy oraz sprzętu sportowego. Działa tu również port lotniczy Wschodnie Iowa.

## Urodzeni w Cedar Rapids
- George Biskup
- Ashton Kutcher
- Kiah Stokes
- Elijah Wood

Miasto znane jako miasto Czechów i Słowaków.